# نسبة الدهون في الجسم
إن نسبة الدهون في الجسم لأى شخص أو حيوان هي إجمالى وزن الدهون مقسومًا على إجمالي الوزن; أي دهون الجسم والتي تحتوي على دهون الجسم الأساسية والدهون المخزنة فيه. وتعتبر الدهون الأساسية في الجسم ضرورية لبقاء الشخص على قيد الحياة ولبقاء عملية التكاثر. وتزيد نسبة الدهون الأساسية في جسم المرأة عنها في جسم الرجل بسبب متطلبات الحمل وبسبب الوظائف الهرمونية الأخرى. وتقدر نسبة الدهون في الرجال بـ 3%- 5%، وفي النساء بـ 10%-16%. وتتكون الدهون المخزنة في الجسم من الدهون المتراكمة في النسيج الدهني، وهو الجزء الذي يحمي الأعضاء الداخلية في الصدر والبطن. يتعدى إجمالي الحد الأدنى المقترح لنسبة الدهون في الجسم قيمة نسبة الدهون الأساسية المذكورة سابقًا. وهناك عدة طرق لتحديد نسبة الدهون في الجسم، مثل القياس باستخدام الفرجار أو باستخدام تحليل المعاوقة الكهربائية البيولوجية.
وتعتبر نسبة الدهون في الجسم مقياسًا لمستوى البدانة، حيث إن المقياس الجسدي الوحيد الذي تتم من خلاله عملية الحساب المباشرة للتكوين الجسدي النسبي للشخص بدون اعتبار للطول أو للوزن. يوفر مؤشر كتلة الجسم (BMI) المستخدم على نطاق واسع القياس الذي يسمح بمقارنة الدهون في الأفراد بالأطوال والأوزان المختلفة. وفي حين أن مؤشر كتلة الجسم يزداد بزيادة نسبة الدهون نظرًا لأن الاختلاف في تركيب الجسم ليس من الضروري أن يكون مؤشرًا دقيقًا للدهون في الجسم؛ على سبيل المثال، يكون للأشخاص ذوي الكتلة العضلية الأكبر مؤشر كتلة جسم أكبر. ويعتبر الحد الأدنى بين «الوزن العادي» و «الوزن الزائد» وبين «الوزن الزائد» و«السمنة» في بعض الأحيان مختلفين لهذا السبب.[بحاجة لمصدر]

## كميات الدهون المثالية في الجسم
تقدر الثقافات المختلفة أشكال تركيب الجسم بطريقة مختلفة في بعض الأحيان، وفي أحيان أخرى تكون متعلقة بالحالة الصحية أو الأداء الرياضي المختلف. وتعتمد مستويات الدهون في الجسم من ناحية الأوبئة على اختلاف السن والنوع. وقد قامت الهيئات المختلفة بتطوير اقتراحات مختلفة لنسب الدهون المثالية في الجسم. ويوصي الجدول التالي للمجلس الأمريكي للرياضة (مؤسسة حكومية غير رسمية) بالنسب المئوية التالية:
| الوصف           | النساء | الرجال |
| --------------- | ------ | ------ |
| الدهون الأساسية | 10–13% | 2–5%   |
| الرياضيون       | 14–20% | 6–13%  |
| اللياقة         | 21–24% | 14–17% |
| المتوسط         | 25–31% | 18–24% |
| البدانة         | 32%+   | 25%+   |

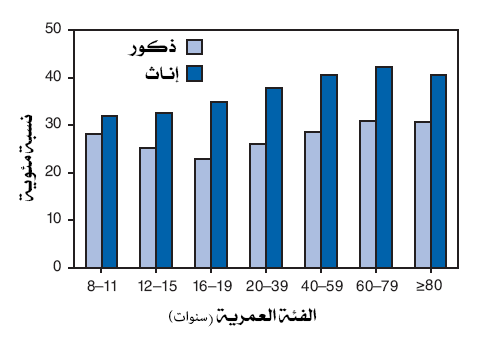
إحصائيات سريعة: متوسط نسبة الدهون في الجسم، حسب الفئة العمرية والجنس --- مسح الفحص الوطني للصحة والتغذية، الولايات المتحدة، 1999--2004

الدهون الأساسية هي المستوى الذي تتأثر بعده الصحة النفسية والجسدية بشكل سلبي. ويظل الجدل قائمًا عما إذا كانت نسبة الدهون الخاصة في الجسم أفضل لصحة الشخص؛ ومن ثم قد يتأثر الأداء الرياضي أيضًا. ينافس الرياضيون بشكل مثالي عند مستويات 6-13% للرجال أو 14-20% للنساء. وقد ينافس لاعبو كمال الأجسام عند معدلات أدنى من هذه المستويات. إذ يقترح المدربون الشخصيون المعتمدون على لاعبي كمال الأجسام الذكور بما يفيد بأن هدفهم فيما يتعلق بنسبة الدهون في الجسم يتراوح ما بين 2-4% بحلول وقت المباراة.[بحاجة لمصدر] ومع ذلك، فإن من غير الواضح أن هذه المستويات قد تم تحقيقها حيث إن (أ) الوسائل التي يتم بها قياس تلك المستويات، كما هو موضح بعد ذلك، غير فعالة من حيث المبدأ، و (ب) نسبة 4-6% بشكل عام تعتبر أدنى حد فسيولوجي للذكور.

## تقنيات القياس

### الوزن تحت الماء
بغض النظر عن الموقع الذي يتم فيه الحصول عليها، فإن خلايا الدهون في البشر تتكون في الغالب بالكامل من الدهون الثلاثية النقية بمعدل كثافة 0.9 كيلو جرام لكل لتر. وتُستخدم معظم مختبرات تركيب الجسم الجسدي الحديثة هذه الأيام قيمة 1.1 كيلو جرام لكل لتر للكثافة «الكتلة الخالية من الدهون»، وتتكون الأنسجة النظرية من 72% من المياه (الكثافة = 0.993)، 21% بروتين (الكثافة = 1.340) و7% معادن (الكثافة = 3.000) من الوزن.
ونستطيع تحديد كثافة الوزن عن طريق نظام الوزن المصمم بطريقة جيدة بدقة كبيرة عن طريق غمر أي شخص في المياه وقياس حجم إزاحة المياه من وزن المياه الذي تم إزاحته. ويتم التصحيح فيما يتعلق بدخول الهواء بطريقة جيدة في الرئتين والغازات الأخرى في باقي أنحاء الجسم. وإذا لم يكن هناك أي خطأ أيًا كان بخصوص قياس كثافة الجسم، فإن عدم الدقة في تقدير الدهون سيكون ± 3.8% من وزن الجسم، بشكل أساسي بسبب التباين العادي في عناصر الجسم.
منذ فترة طويلة تم اعتبار تقدير نسبة الدهون في الجسم للوزن تحت المياه (أو الوزن الهيدروستاتيكي) هو الطريقة الأفضل المتوفرة، وبشكل عند وضع تكلفة وبساطة المعدات في الحسبان. وتعتمد معظم الطرق الأخرى لتقدير السمنة في الجسم، مثل التي تتم عن طريق ثنيات الجلد ومقاس الخصر ومقاومة الجسم وحجم إزاحة الهواء وأجهزة مسح الجسم، على المعدلات التي تتوقع كثافة الجسم. وعلى النقيض من ذلك، يُعطي الوزن تحت المياه قياسًا حقيقيًا لكثافة الجسم بدلاً من التنبؤ.
طريقة تخطيط التحجم لازاحة كامل الجسم (ADP)

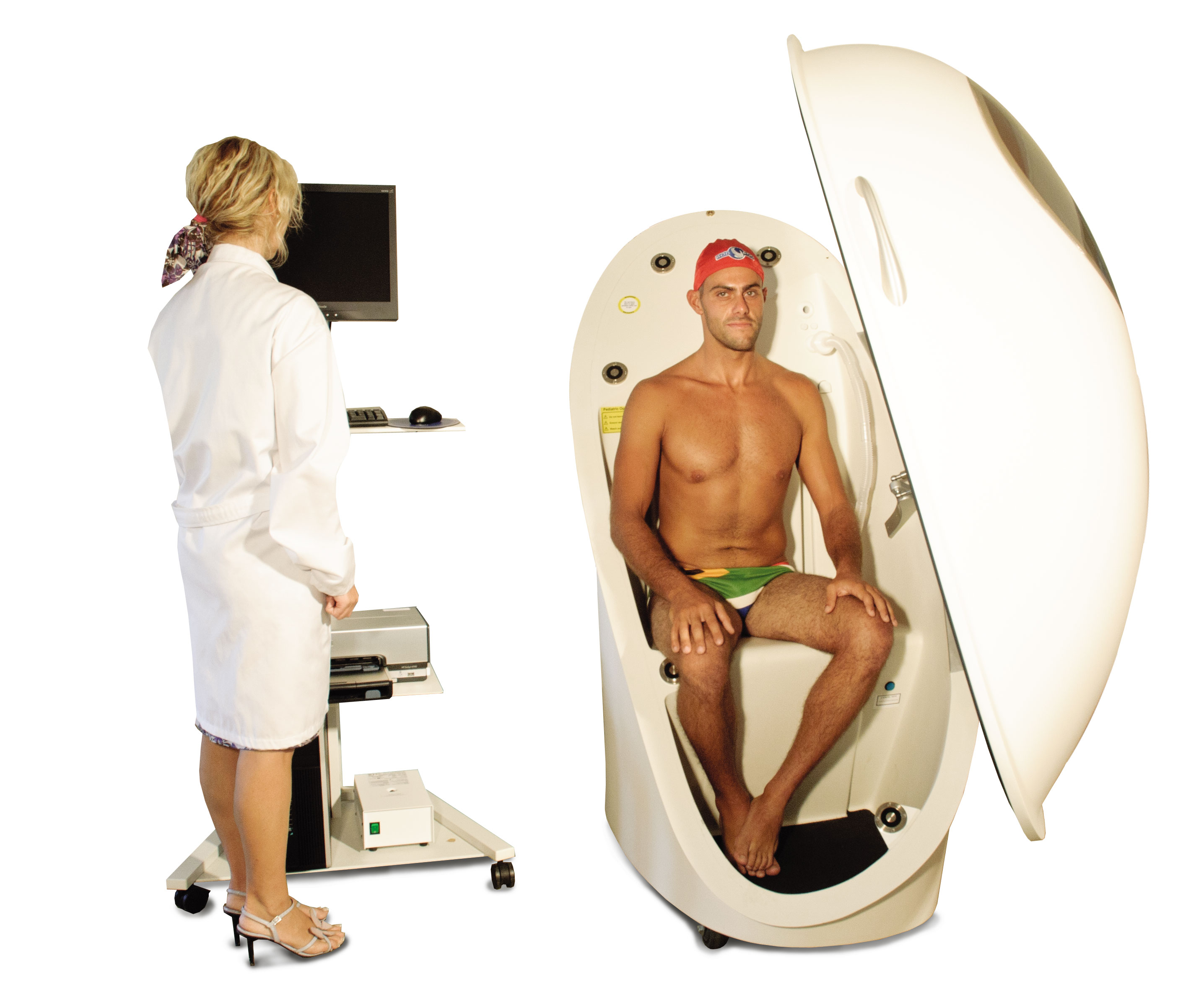
أداة قياس تكوين الجسم عن طريق تقنية تخطيط التحجم لإزاحة كامل الجسم (ADP)

طريقة تخطيط التحجم لإزاحة كامل الجسم (ADP) هي طريقة قياس الكثافة المعترف بها علميا والمتحقق من صحتها لقياس نسبة الدهون للجسم البشري. تستخدم ADP نفس المبادئ لأسلوب الوزن تحت الماء، ولكن يمثل طريقة قياس الكثافة التي تقوم على إزاحة الهواء، بدلا من التركيز على الغمر بالماء. أظهرت هذه الطريقة تميزا واضحا على الطرق المرجعية المعمول بها كونها عملية قياس سريعة ومريحة، وآلية، موسعة، وآمنة، وتخدم فئات عديدة (على سبيل المثال، الأطفال، المعانين من السمنة المفرطة، وكبار السن، والأشخاص المعوقين). ومع ذلك، تنخفض دقتها في أقصى نسب ارتفاع الدهون في الجسم، وتميل قليلا لخفض نسبة الدهون في الجسم في الأشخاص المصابين بالبدانة (بحوالي 1,68- 2,94 ٪ اعتمادا على طريقة الحساب)، والمبالغة إلى درجة أكبر بكثير في نسبة الدهون في الجسم في الشخص الهزيل جدا (بمعدل 6.8٪، مع ما يصل إلى 13٪ مبالغة من النسب المسجلة لجسم الفرد - على سبيل المثال، 2٪ من الدهون في الجسم بواسطة DXA لكن 15٪ بواسطة (ADP).

### التفاعل مع الأشعة تحت الحمراء القريبة
يتم بث شعاع من ضوء الأشعة تحت الحمراء إلى عضلة ذات الرأسين العضدية. وينعكس الضوء من العضلات التحتية وتمتصه الدهون. وتعتبر هذه الطريقة آمنة ولا تستلزم إجراء جراحة وسريعة وسهلة الاستخدام.

### مقياس امتصاص الأشعة السينية ثنائي البواعث
يعد مقياس امتصاص الأشعة السينية ثنائي البواعث، أو DXA (كان يعرف فيما سبق باسم DEXA) الطريقة الأحدث لتقدير نسبة الدهون في الجسم وتقدير تركيب الجسم وكثافة المعادن في العظام.
وتستخدم الأشعة السينية ثنائية البواعث لفحص الجسم، ويتم امتصاص أحدهما بصورة أكبر من الآخر عن طريق الدهون. ويمكن للحاسوب استخراج صورة واحدة من الأخرى، ويشير الاختلاف إلى كمية الدهون المتعلقة بالخلايا الأخرى عند كل نقطة. ويساعد المجموع الزائد عن الصورة الكاملة في حساب تركيب الجسم الكلي.

#### التمددات
هناك العديد من الإجراءات المعقدة التي تحدد بشكل أكثر دقة نسبة الدهون في الجسم. يُشار إلى بعضها على أنه نماذج مستقلة متعددة الأجزاء، ومن الممكن أن تشمل قياس امتصاص الأشعة السينية مزدوجة الطاقة للعظم، بجانب القياسات المستقلة لمياه الجسم (باستخدام مبدأ التخفيف بنظائر الماء غير المشعة) وحجم الجسم (إما عن طريق إزاحة المياه أو تخطيط التحجم بإزاحة الهواء). ويجوز قياس المكونات المختلفة الأخرى بطريقة مستقلة، مثل إجمالي البوتاسيوم في الجسم.
ومن خلال تنشيط النيوترونات في الجسم الحي، يمكن قياس جميع عناصر الجسم واستخدام علاقات رياضية بين العناصر التي تم قياسها في المكونات المختلفة للجسم (الدهون والمياه والبروتين، الخ) لصياغة معادلات فورية من أجل تركيب الجسم الكلي، بما في ذلك الدهون الموجودة في الجسم.

### قياس متوسط كثافة الجسم
قبل استخدام مقياس امتصاص الأشعة السينية ثنائية البواعث، تعتبر الطريقة الأكثر دقة لقياس نسبة الدهون في الجسم هي قياس متوسط كثافة الشخص (إجمالي الكتلة مقسومًا على إجمالي الحجم) وتطبيق معادلة لتحويل ذلك إلى نسبة الدهون في الجسم.
وبما أن الأنسجة الدهنية لها كثافة منخفضة عن العضلات والعظام، فمن الممكن تقدير محتوى الدهون. وقد تم تحريف هذا التقدير عن طريق الحقيقة التي تبين أن العضلات والعظام لها كثافات مختلفة: بالنسبة للشخص الذي يكون له أكثر من متوسط كمية لكتلة العظام، سوف يكون التقدير منخفضًا جدًا. ومع ذلك، يعطي هذا الأسلوب نتائج متكررة كثيرة للغاية بالنسبة للأفراد (± 1%)، بخلاف الأساليب التي تمت مناقشتها فيما يلي، والتي من الممكن أن يصل عدم اليقين فيها إلى ±10%. وعادة ما يتم احتساب نسبة الدهون في الجسم بواحدة من معادلتين (ρ تشير إلى الكثافة بـ جم/سم3):
- معادلة بروزيك: الدهون في الجسم = (4.57/ρ − 4.142) × 100[12]
- معادلة سيري هي: الدهون في الجسم = (4.95/ρ − 4.50) × 100[13]

### تحليل المعاوقة الكهربائية البيولوجية
يتميز تحليل المعاوقة الكهربائية البيولوجية (BIA) بأنه أقل تكلفة (من واحد دولار إلى مئات الدولارات الأمريكية في عام 2006) ولكنها طريقة أقل دقة لتقدير نسبة الدهون في الجسم. والمبدأ العام الذي يرتكز عليه تحليل المعاوقة الكهربائية البيولوجية هو: توصيل اثنين أو أكثر من الموصلات بجسم الشخص ويتم إرسال تيار كهربائي صغير عبر الجسم. وستوفر المقاومة بين الموصلات مقياسًا لنسبة الدهون في الجسم، حيث إن المقاومة الكهربائية تختلف بين الأنسجة الدهنية والعضلية والعظمية. والكتلة الخالية من الدهون (العضلة) تعد موصلاً جيدًا لأنها تحتوي على كمية كبيرة من الماء (حوالي 73%) والشوارد الكهربية، بينما الدهون اللامائية تعد موصلاً رديئًا للتيار الكهربائي. والعوامل التي تؤثر على دقة هذا الأسلوب تشمل الأجهزة والعوامل المرتبطة بالشخص والمهارة الفنية ومعادلة التنبؤ التي تمت صياغتها لتقدير الكتلة الخالية من الدهون.
ويمكن وضع كل قدم (مكشوفة) على القطب الكهربي، مع إرسال التيار لأعلى في ساق واحدة، عبر البطن نزولاً إلى أسفل الساق الأخرى. (ولراحتك، فإن الأداة التي يجب أن تدوس عليها ستقيس الوزن أيضًا.) وبدلاً من ذلك، يمكن الإمساك بقطب كهربي في كل يد؛ حيث يستخدم الوزن في احتساب نسبة الدهون في الجسم، لذلك يجب أن يتم قياسه بالموازين ويتم إدخالها عن طريق المستخدم. ربما يعطي الأسلوبان نسبًا مختلفة، دون أن يكونا غير متسقين، حيث إنهما يقيسان الدهن في أجزاء مختلفة من الجسم. تتوفر أدوات أكثر تطورًا للاستخدام المنزلي مع أقطاب كهربية لكل من القدمين واليدين.
هناك مجال صغير للأخطاء الفنية، ولكن يجب التحكم في بعض العوامل مثل الأكل والشرب والتمرين لأن مستوى الماء يعتبر مصدرًا مهمًا للخطأ في تحديد تدفق التيار الكهربائي لتقدير الدهون في الجسم. ولا تعطي إرشادات استخدام الأدوات الموصى بها قياسات مباشرة بعد الأكل أو الشرب أو التدريب أو في حالات الجفاف. إذ تتطلب الأدوات بيانات يجب إدخالها مثل نوع وعمر الشخص، ولابد من وضع استخدام المعادلات في الاعتبار؛ فعلى سبيل المثال، يختلف تخزين الرجال للدهون حول البطن ومنطقة الفخذ عن النساء.
وقد يختلف القائمون على تحليل المعاوقة الكهربائية البيولوجية. فعلى سبيل المثال، عند المقارنة بين النتائج من مقياس تانيتا إلى جهاز Omron Body Logic المحمول، حيث يقدر مقياس تانيتا 40% أعلى نسبة دهون في جسم الرجال في عمر الجامعة و55% هي أعلى نسبة دهون في جسم النساء في سن الجامعة عند مقارنتها بالوزن الهيدروستاتيكي. وتتوفر المعادلات الخاصة بالسكان لبعض الأدوات، مما يجعل نتائجها موثوقًا بها.

### الطرق الأنثروبومترية
يوجد العديد من الطرق الأنثروبومترية لتقدير دهون الجسم. يشير المصطلح أنثروبومتري إلى المقاييس التي تحدد المعايير المختلفة للجسم البشرى، مثل محيط الأجزاء الجسدية المختلفة أو سمك طبقات الجلد. وتستند معظم هذه الأساليب على النموذج الإحصائي. وقد تم اختيار بعض القياسات، وتم تطبيقها على عينة من السكان. ولكل فرد في العينة، يتم تسجيل القياسات التي تمت بهذه الطريقة، وتم أيضًا تسجيل الكثافة الجسدية للشخص وتحديدها، على سبيل المثال، بواسطة الوزن تحت الماء بالتزامن مع نموذج كثافة الجسم متعدد الأجزاء. ومن خلال هذه البيانات، تم تطوير المعادلة المتعلقة بالقياسات الجسمية للكثافة.
ونظرًا لأن معظم المعادلات الأنثروبومترية، مثل معادلة ديرنين ويمرسيلى (Durnin-Womersley) الخاصة بثنيات الجلد،  ومعادلة جاكسون بولوك (Jackson-Pollock) لثنيات الجلد وطريقة محيط الجسم الخاصة بالبحرية الأمريكية تقدر بشكل حقيقي كثافة الجسم وليس نسبة الدهون في الجسم، فإنه يتم الحصول على نسبة الدهون في الجسم عن طريق تطبيق المعادلة الثانية، مثل معادلة سيري أو بروزيك في القسم المذكور آنفًا حول الكثافة. نتيجة لذلك، يتم حساب نسبة الدهون في الجسم عن طريق ثنيات الجلدأو عن طريق الطرق الأنثروبومترية الأخرى التي تنقل الخطأ التراكمي من تطبيق النماذج الإحصائية المنفصلة.
وبناءً عليه، فإن هذه الطرق تعتبر أقل من القياس المباشر لكثافة الجسم والتطبيق على معادلة واحدة فقط لتقدير نسبة الدهون في الجسم. وتأتي أهمية هذه الأساليب في أنها أساليب توفر الراحة والدقة، حيث إنها تكون أكثر ملاءمة من خلال الحصول على مقاييس قليلة للجسم أكثر منها من غمر الأشخاص في الماء.
وتكمن المشكلة الأصلية في الشكل الإحصائي للوصفات الطبية المشتقة التي تُطبق على نطاق واسع بحيث يجب أن يتم تطبيقها على عينة كبيرة من الأفراد. لذلك، فإن هذا الاتساع يجعلها غير دقيقة في الأساس. وتعتمد طرق تقييم الأساليب الإحصائية المثالية للفرد على نموذج مماثل لأفراد مشابهين له. على سبيل المثال، فإن ثنيات الجلد التي تنتج عن كثافة الجسم ومعادلة الكثافة التي تمت صياغتها لعينة من السباحين الجامعيين الذكور من المحتمل أن تكون أكثر دقة في تقييم كثافة الجسم في السباحين الجامعيين الذكور، عنها في الطريقة المتقدمة لاستخدام عينة من عامة الناس، حيث يتم حصر العينة عن طريق العمر والجنس ومستوى اللياقة البدنية ونوع الرياضة وعوامل أنماط الحياة. ومن ناحية أخرى، تعتبر هذه المعادلة غير ملائمة للاستخدام العام.

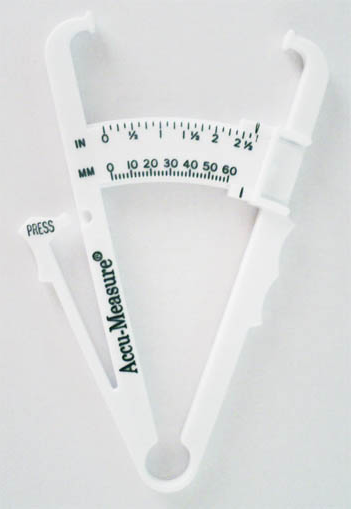
فرجار قياس دهون الجسم

#### طُرق قياس ثنيات الجلد
تعتمد طرق تقدير ثنيات الجلد على اختبار ثنيات الجلد، والمعروف كذلك باسم اختبار الضغط، والتي من خلالها يتم قياس الضغط على الجلد بدقة كبيرة عن طريق الفرجار في عدة نقاط معيارية من الجسم لتحديد طبقة سُمك الدهون تحت الجلد. ومن ثم، يتم تبديل تلك المقاييس إلى نسبة الدهون المقدرة في الجسم باستخدام معادلة. وتتطلب بعض المعادلات عددًا أقل من ثلاثة قياسات، في حين أن البعض الآخر يتطلب عددًا أكثر من سبعة قياسات. لذا، تعتمد دقة هذه التقديرات على استثنائية توزيع الدهون في جسم الفرد أكثر من اعتمادها على عدد الأماكن المقاسة. بالإضافة إلى ذلك، فإنه من الأهمية بمكان أن يتم إجراء اختبار في مواضع معينة بضغط ثابت. وعلى الرغم أن تلك الطريقة قد لا تعطي قراءة صحيحة لنسبة الدهون في الجسم، إلا أنه مقياس موثوق فيه لتغيير تركيب الجسم على مدى فترة من الزمن، بحيث يُجرى الاختبار على نفس الشخص وبنفس التقنية.
تعتمد طرق تقييم ثنيات الجلد على أساس تقدير الدهون في الجسم ونوع جهاز قياس السُمك والتقنيات المستخدمة. تقوم هذه الطريقة بقياس نوع وحيد فقط من الدهون، وهو: الأنسجة الدهنية تحت الجلد (دهون تحت الجلد). ومن الممكن أن يكون هناك شخصان لهما تقريبًا نفس المقاييس في جميع أماكن ثنيات الجلد، ولكن يختلفان بشكل كامل في مستوى نسبة الدهون في جسم كل منهما نتيجة لاختلافات طبقات الدهون الأخرى في الجسم مثل النسيج الدهني الحشوي: في التجويف البطني. كما تعالج بعض النماذج تلك المشكلة إلى حد ما بما في ذلك العُمر الذي يعتبر كمتغير في الإحصاءات والمعادلات الناتجة. كما لوحظ أن الأفراد الأكبر سنًا تكون الكثافة الجسمية لديهم أقل في نفس مقاييس ثنيات الجلد، والتي يُفترض أنها تحتوي على نسبة دهون أعلى في الجسم. ومع ذلك، فإن كبار السن والرياضيين غير مناسبين لهذا الافتراض، مما يجعل المعادلات تضع تقديرًا منخفضًا لكثافة الجسم.

#### الموجات فوق الصوتية
عادة ما تُستخدم الموجات فوق الصوتية إلى حد كبير لقياس هيكل الأنسجة وقد أثبتت أنها تقنية دقيقة لقياس سماكة الدهون تحت الجلد. وفي الوقت الحاضر يتم استخدام كل من الوضع أ والوضع ب من أنظمة الموجات فوق الصوتية حيث يعتمد كلاهما على استخدام القيم المجدولة لسرعة صوت فيلم الأنسجة وتحليل الإشارة التلقائي لتحديد سماكة الدهون. ومن خلال إجراء قياسات السُمك في أماكن متعددة من الجسم، يمكنك حساب نسبة الدهون المقدرة في الجسم. ومن الممكن كذلك استخدام تقنيات الموجات فوق الصوتية بشكل مباشر لقياس سُمك العضلات وتحديد نسبة الدهون في العضلات. وعلى الرغم من أن أجهزة الموجات فوق الصوتية باهظة الثمن وغير فعالة الكلفة في قياس نسبة الدهون في الجسم، إلا أنه تلك عندما تكون تلك الأجهزة متاحة، كما هو الحال في المستشفيات، فإن التكاليف الإضافية لقياس نسبة الدهون في الجسم تبلغ الحد الأدنى لها.

#### طرق قياس الطول والمحيط
هناك أيضًا معادلات لقياس نسبة الدهون في الجسم عن طريق قياس وزن وحجم الفرد. فعلى سبيل المثال، تعتمد نظرية قياس المحيط الخاصة بالبحرية الأمريكية على المقارنة بين مقاييس البطن أو الخصر والوركين بمقاييس الرقبة والطول وأماكن أخرى لقياس نسبة الدهون في جسم الفرد من خلال التغيير في مؤشر كتلة الجسم. وقد عُرفت هذه الطريقة في البحرية الأمريكية باسم «الحبل والخنق» ومع ذلك، فهناك معلومات محدودة عن صلاحية طريقة «الحبل والخنق» نتيجة لقبولها على مستوى العالم على أنها غير دقيقة وقابلة للخطأ بسهولة.
كذلك، يعتمد كل من قوات المشاة البحرية الأمريكية والجيش الأمريكي على طريقة الطول والمحيط لقياس الدهون في الجسم. فبالنسبة للرجال، يتم قياس الرقبة والخصر أعلى منطقة السرة مباشرة. أما بالنسبة للنساء، فيتم القياس حول الوركين والخصر والرقبة. ومن ثم يتم نشر هذه القياسات في جداول مع توضيح طول كل فرد كمؤشر إضافي. ويتم استخدام هذه الطريقة نظرًا لكونها وسيلة رخيصة ومريحة لإجراء اختبارات الدهون في الجسم على أفراد الخدمة كلها.
ومع ذلك، فإن الأساليب التي تستخدم القياس عن طريق المحيط قد نالت قبولاً ضئيلاً من خارج وزارة الدفاع الأمريكية بسبب سمعتها السيئة مقارنة بالأساليب الأخرى. ولقد أصبحت الدقة في تلك الطريقة مخرجًا لبعض الناس عند المقارنة بين الأجسام المختلفة، فهؤلاء أصحاب الرقاب الكبيرة توجد بهم نسبة دهون قليلة مقارنةً بهؤلاء أصحاب الرقاب النحيفة.

#### من مؤشر كتلة الجسم
يمكن تقدير الدهون في الجسم عن طريق مؤشر كتلة الجسم (BMI)، وهو وزن أي شخص بالكيلو جرام مقسومًا بالضبط على مربع الطول بالمتر ؛ وإذا ما تم قياس الوزن بالرطل والطول بالبوصات مربعا، يمكن تحويل الناتج إلى مؤشر كتلة الجسم بالضرب في 703. وهناك العديد من المعادلات المقترحة التي تربط دهون الجسم بمؤشر كتلة الجسم. وتعتمد هذه المعادلات على العمل الذي نشره الباحثون في المجلات التي تخضع لـ مراجعة الأقران في حين أنه يتم تقدير علاقتها المتبادلة بدهون الجسم فقط؛ ولا يمكن استنتاج دهون الجسم بدقة من خلال مؤشر كتلة الجسم.
ويمكن تقدير دهون الجسم من مؤشر كتلة الجسم عن طريق المعادلات التي توصل إليها ديورنبيرج (Deurenberg) مع مساعديه. فعند القيام بعملية الحساب، فإن العلاقة بين نسبة الدهون في الجسم (BF%) المحددة عن طريق قياس الكثافة وبين مؤشر كتلة الجسم يجب أن تضع في الحسبان السن والنوع . ومن خلال التصديق الداخلي والخارجي على معادلات التنبؤ، فقد اتضح أنها تعطي تقديرات صالحة للدهون في الجسم بالنسبة للرجال والنساء في كافة الأعمار. ولكن معادلات التنبؤ كانت تعطي تقديرًا زائدًا لنسبة الدهون في الجسم إلى حد ما لدى الأشخاص الذين يعانون من السمنة. ويمكن مقارنة خطأ التنبؤ بخطأ التنبؤ الذي تم الحصول عليه بطرق التنبؤ الأخرى لنسبة الدهون في الجسم، مثل قياسات سُمك طبقات الجلد والمعاوقة الكهربائية البيولوجية. وتختلف المعادلة بالنسبة للأطفال؛ إذ أن العلاقة بين مؤشر كتلة الجسم ونسبة الدهون في الجسم لدى الأطفال مختلفة عنها لدى البالغين بسبب الزيادة الكبيرة ذات الصلة في مؤشر كتلة الجسم في الأطفال.
نسبة الدهون في الأطفال = (1.51 x مؤشر كتلة الجسم) - (0.70 x السن) - (3.6 x النوع) + 1.4
نسبة الدهون في البالغين = (1.20 x مؤشر كتلة الجسم) - (0.23 السن) - (10.8 x النوع) - 5.4
حيث إن النوع يساوي 1 للذكور و 0 للإناث.
ويمكن استخدام مؤشرات أخرى؛ وقد ذكر مطورو مؤشر السمنة في الجسم ليعطي تقديرًا مباشرًا لنسبة الدهون في الجسم، ولكن ظهر خلاف ذلك في الدراسات الإحصائية الأخرى.

## وصلات خارجية
- Gallagher، D؛ Heymsfield، SB؛ Heo، M؛ Jebb، SA؛ Murgatroyd، PR؛ Sakamoto، Y (2000). "Healthy percentage body fat ranges: An approach for developing guidelines based on body mass index". The American journal of clinical nutrition. ج. 72 ع. 3: 694–701. PMID:10966886.
- Body Composition
- Body Fat Calculator 6 formulas to calculate body fat percentage